# Günter Jauch
Günter Jauch es un deportista alemán que compitió para la RFA en esgrima, especialista en la modalidad de espada. Ganó una medalla de plata en el Campeonato Mundial de Esgrima de 1989 y una medalla de oro en el Campeonato Europeo de Esgrima de 1991, ambas en la prueba por equipos.

## Palmarés internacional
| Representando a la RFA   |                         |                  |                    |
| Campeonato Mundial       |                         |                  |                    |
| Año                      | Lugar                   | Medalla          | Prueba             |
| 1989                     | Denver (Estados Unidos) | Medalla de plata | Espada por equipos |
| Representando a Alemania |                         |                  |                    |
| Campeonato Europeo       |                         |                  |                    |
| Año                      | Lugar                   | Medalla          | Prueba             |
| 1991                     | Viena (Austria)         | Medalla de oro   | Espada por equipos |